# 크레마 (이탈리아)

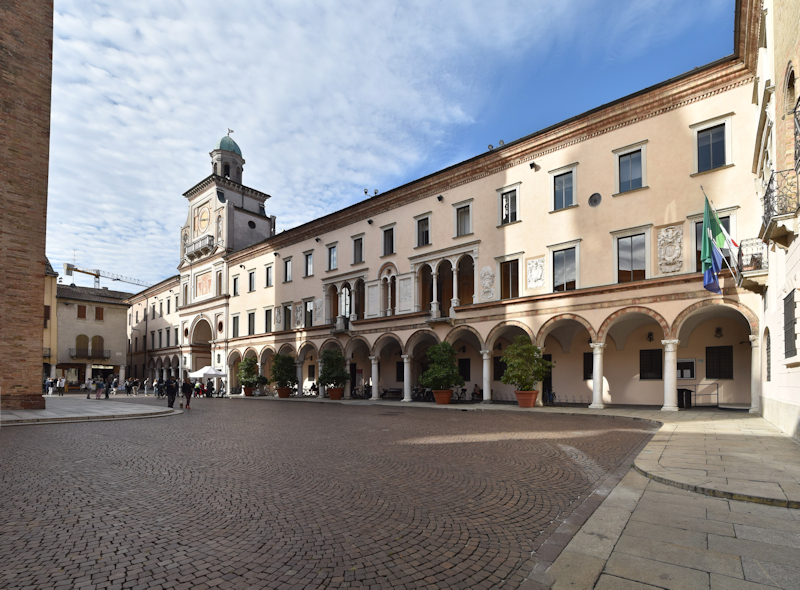

크레마(Crema, 이탈리아어: [ˈkrɛːma]; 크레미시 롬바르디아어: Crèma)는 이탈리아 북부 롬바르디아 지방 크레모나도에 있는 도시이자 코무네이다. 크레모나에서 43km(27마일) 떨어진 세리오강변에 위치해 있다. 또한 크레마에 도시라는 칭호를 부여한 크레마 로마 가톨릭교회 주교의 본거지이기도 하다.
크레마의 주요 경제 활동은 전통적으로(11세기 이후) 농업, 목축, 양모 생산과 관련이 있었지만, 이후 치즈, 철 제품, 면직물 및 모직물 생산이 주요 산업이 되었다.

## 출신 인물
- 루카 구아다니노: 영화 감독

## 대중 문화
- 2017년 작품 콜 미 바이 유어 네임이 크레마에서 주로 촬영되었다.

## 자매 도시
- 프랑스 믈룅 (2001~)
- 중화인민공화국 난닝시 (2015~)